# Puerto Eva Perón
Puerto Eva Perón é uma cidade da Argentina, localizada na província de Chaco.